# Petr Lisičan
Petr Lisičan (5. června 1962 Polička – 22. dubna 2012 Jilemnice) byl český lyžař, běžec na lyžích. Závodil za Duklu Liberec

## Lyžařská kariéra
Na XV. ZOH v Calgary 1988 skončil v běhu na lyžích na 30 km na 29. místě a na 50 km na 23. místě.
Startoval na mistrovství světa 1985 v Seefeldu (15. místo na 50 km volnou technikou), v roce 1987 skončil mistrovství světa v Oberstdorfu štafetě na 4. místě a startoval i v roce 1989 na mistrovství světa v Lahti. V roce 1985 skončil ve světovém poháru celkově na 33. místě.